# Calymmodesmus hoctunanus
Calymmodesmus hoctunanus är en mångfotingart som först beskrevs av Ottis Robert Causey 1971.  Calymmodesmus hoctunanus ingår i släktet Calymmodesmus och familjen Stylodesmidae. Inga underarter finns listade i Catalogue of Life.